# Le Pornographe (album)
Pour les articles homonymes, voir Le Pornographe.
Albums de Georges Brassens
Oncle Archibald
(1957) Les Funérailles d’antan
(1960)
Le pornographe, est le sixième album édité en France du chanteur Georges Brassens. Sorti sans titre à l'origine, il est identifié par celui de la première chanson du disque. L’édition originale est sortie en novembre 1958.

## Édition originale de l’album
Novembre 1958 : Disque microsillon 33 tours/25cm, Minigroove/Philips, volume 6 (B 76.451 R).
– Pochette : photo réalisée par Jacques Aubert
– Enregistrement : monophonique.

### Interprètes
- Georges Brassens : chant, guitare.
- Pierre Nicolas : contrebasse.
- Jean Bonal : seconde guitare.

### Chansons
Toutes les chansons sont écrites et composées par Georges Brassens.
Face 1
| No | Titre                       | Durée      |
| -- | --------------------------- | ---------- |
| 1. | Le Pornographe              | 3 min 40 s |
| 2. | Le vieux Léon               | 3 min 46 s |
| 3. | La Femme d'Hector           | 4 min 05 s |
| 4. | À l'ombre du cœur de ma mie | 2 min 55 s |

Face 2
| No | Titre               | Durée      |
| -- | ------------------- | ---------- |
| 1. | Le Cocu             | 3 min 29 s |
| 2. | La Ronde des jurons | 2 min 37 s |
| 3. | Comme une sœur      | 2 min 37 s |
| 4. | Bonhomme            | 2 min 04 s |

## Discographie liée à l’album

### Disques45 tours
Seules les premières éditions sont listées ci-dessous ; certains de ces disques ayant fait l’objet de rééditions jusqu’en 1966.
Identifications :
SP (Single Playing) = Microsillon 45 tours/17 cm (2 titres).
EP (Extended Playing) = Microsillon 45 tours/17 cm (4 titres), ou super 45 tours.
- 1958 : SP Philips, coll. « Succès » (B 372.605 F).

– Face 1 : Le cocu.
– Face 2 : La femme d’Hector.
- 1958 : SP Philips, coll. « Succès » (B 372.653 F).

– Face 1 : Le pornographe.
– Face 2 : La ronde des jurons.
- 1958 : SP Philips, coll. « Succès » (B 372.681 F).

– Face 1 : Le vieux Léon.
– Face 2 : À l'ombre du cœur de ma mie.
- Mars 1959 : EP Minigroove/Philips, 9e série (432.343 BE).

– Face 1 : Le pornographe – La Ronde des jurons.
– Face 2 : Le vieux Léon – À l'ombre du cœur de ma mie.
- Mars 1959 : EP Minigroove/Philips, 10e série (432.359 BE).

– Face 1 : Le cocu – Comme une sœur.
– Face 2 : La femme d’Hector – Bonhomme.

### Rééditions de l’album
Identifications :
LP (Long Playing) = Microsillon 33 tours/25cm
CD (Compact Disc) = Disque compact
- 1962 : LP Philips, volume 6 (B 76.451 R).
- 2003 : Digipak avec réplique recto/verso de la pochette originale, CD Mercury/Universal (077 243-3).
- Novembre 2010 : Réplique recto/verso de la pochette originale, CD Mercury/Universal (274 898-4)[1].

## Classement
| Classement (1958) | Meilleure place |
| ----------------- | --------------- |
| France (SNEP)     | 5               |

## Note et référence
1. ↑  Issu du coffret, L’intégrale des albums originaux, mentionné dans la section « Coffrets discographiques » de l'article consacré à Georges Brassens.
2. ↑  « Tous les albums classés par artiste », Dominic DURAND/InfoDisc (consulté le 10 octobre 2015)